# Alexandra Gerlach
Alexandra Gerlach (* 18. Dezember 1963 in Kassel) ist eine deutsche Moderatorin, Journalistin und Publizistin.
Gerlach wurde als Tochter eines Berufssoldaten der Bundeswehr geboren. So lebte sie von 1976 bis 1979 in Israel. Gerlach studierte nach dem Abitur 1982 Politikwissenschaften, Öffentliches Recht und Kunstgeschichte an der Rheinischen Friedrich-Wilhelms-Universität Bonn und zusätzlich Amerikanische Kunstgeschichte an der Ludwig-Maximilians-Universität München. Nach dem Magister Artium volontierte sie beim Bayerischen Rundfunk in München. 1991 wurde sie innenpolitische Redakteurin beim Hörfunk und 1992 Parlamentskorrespondentin in Bonn. Im Anschluss ging sie zum MDR Fernsehen und wurde dort Moderatorin und Redakteurin der Nachrichtensendung MDR aktuell. Darüber hinaus moderierte sie u. a. den Talk Auf den Punkt. Von 1996 bis 2002 war sie zusätzlich Moderatorin von Themenabenden bei arte. Von 2002 bis 2011 war sie Landeskorrespondentin Sachsen für Deutschlandfunk und Deutschlandradio Kultur. 2010 wurde sie redaktionell mit der Vortragsreihe Forum Frauenkirche betraut, die sie auch moderiert. 2011 wurde sie mit der Sächsischen Verfassungsmedaille ausgezeichnet. Seit 2011 ist sie als freie Publizistin tätig. Im Februar 2018 wurde sie vom Bundespräsidenten der Bundesrepublik Deutschland in den Wissenschaftsrat berufen.
Sie ist mit dem Winzer Georg Prinz zur Lippe verheiratet, dessen Namen sie annahm, und lebt in Meißen-Proschwitz.

## Werke
- Ludwig Güttler: mit Musik Berge versetzen, Edel Germany, Hamburg 2011.